# Maria do Céu Fernandes
Maria do Céu Pereira de Araújo Fernandes (Currais Novos, 6 de outubro de 1910 – Rio de Janeiro, 9 de maio de 2001) foi a primeira mulher a ocupar o cargo de deputada na Assembleia Legislativa do Rio Grande do Norte, e por extensão, também a primeira deputada estadual mulher no Brasil. Eleita com 12.058 votos, teve seu mandato cassado em 1937, por discordância das ideias getulistas durante o Estado Novo. Durante o período de seu mandato, obtido em um contexto marcado por episódios de violência, promovia conferências feministas em regiões remotas, advogando pela inclusão ativa das mulheres na esfera política.
Sua relevância política foi solidificada quando ela foi eleita como membro da Assembleia Constituinte Estadual em 1934, representando o Partido Popular. É importante destacar que sua eleição ocorreu em meio a um cenário de agitação e conflitos, o que torna suas conquistas ainda mais impressionantes.
Foi casada com Aristófanes Fernandes, que foi prefeito de Santana do Matos, deputado estadual e deputado federal pelo Rio Grande do Norte. Era irmã de José Cortez Pereira de Araújo, que posteriormente foi governador do Rio Grande do Norte entre 1971 a 1975.